# Gigabit Interface Converter

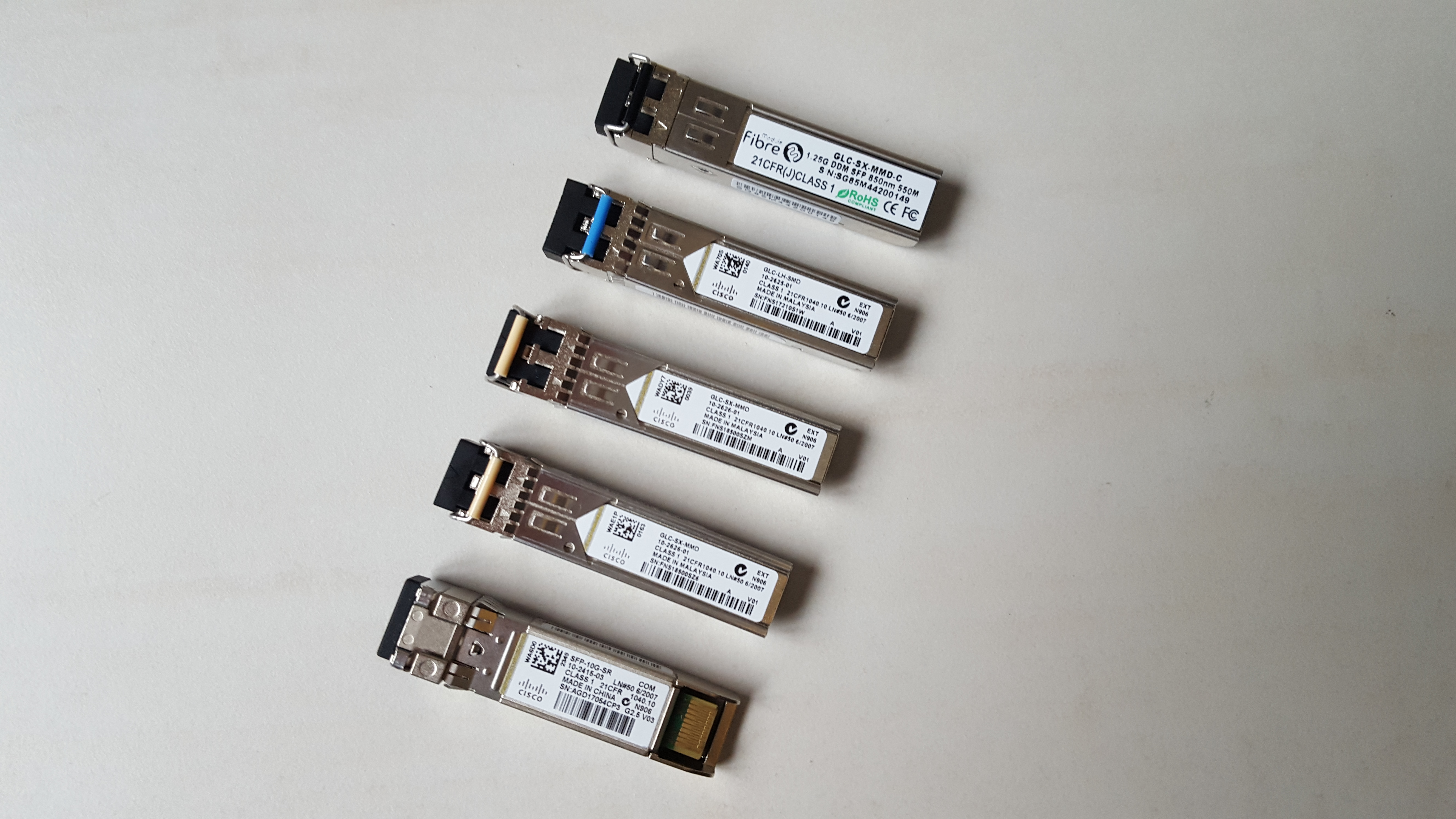
Plusieurs Mini-GBIC

Un module GBIC (Gigabit Interface Converter) sert à convertir les signaux d'entrées-sorties d'un équipement à l'aide d'un module mécanique adapté. Un module GBIC peut par exemple convertir un signal électrique en un signal optique dans le cadre d'une liaison entre un réseau Ethernet cuivre et un réseau Ethernet en fibre optique.
Il est utilisé dans les équipements réseaux (commutateurs, routeurs…) pour offrir une souplesse dans le type de signal souhaité.

## Principaux types de GBIC
- 1000BASE-SX : module de conversion optique de faible puissance (signal obtenu à partir de diode-laser), dont la distance maximale est de 220 m et qui fonctionne uniquement sur de la fibre optique multimode (500 m si on utilise une fibre optique particulière).
- 1000BASE-LX : module optique de forte puissance (signal obtenu à base de laser, dont le coût est plus important que les diodes-laser), dont la distance maximale peut aller jusqu'à 10 km sur des fibres de type monomode et 550 m sur de la fibre multimode.
- 1000BASE-EX: module optique de très forte puissance dont la distance maximale est de 40 km[1].
- 1000BASE-LX70 (ou 1000BASE-ZX) : module optique de très forte puissance dont la distance maximale est de 70 km.
- 1000BASE-CWDM : CWDM module optique de très forte puissance dont la distance maximale est de 70 km.

Le connecteur le plus utilisé est le SC (SC/PC) en duplex (une fibre optique pour l'émission, une fibre optique pour la réception).
Il existe aussi des GBICs 1000BASE-T (cuivre).
Les GBIC SFP (Small Form-Factor Pluggable) ou XFP, appelés aussi mini-GBIC, ont toujours la même fonction mais dans un format beaucoup plus réduit pour diminuer l'encombrement sur les équipements ; ils remplacent progressivement les  GBICs classiques.
- Les GBIC sont divisés en 2 catégories :

•   Les GBIC et Mini-GBIC (SFP) officiels « constructeurs » : Fabriqués et commercialisés par les principaux équipementiers informatiques (CISCO, HP, Nortel...)

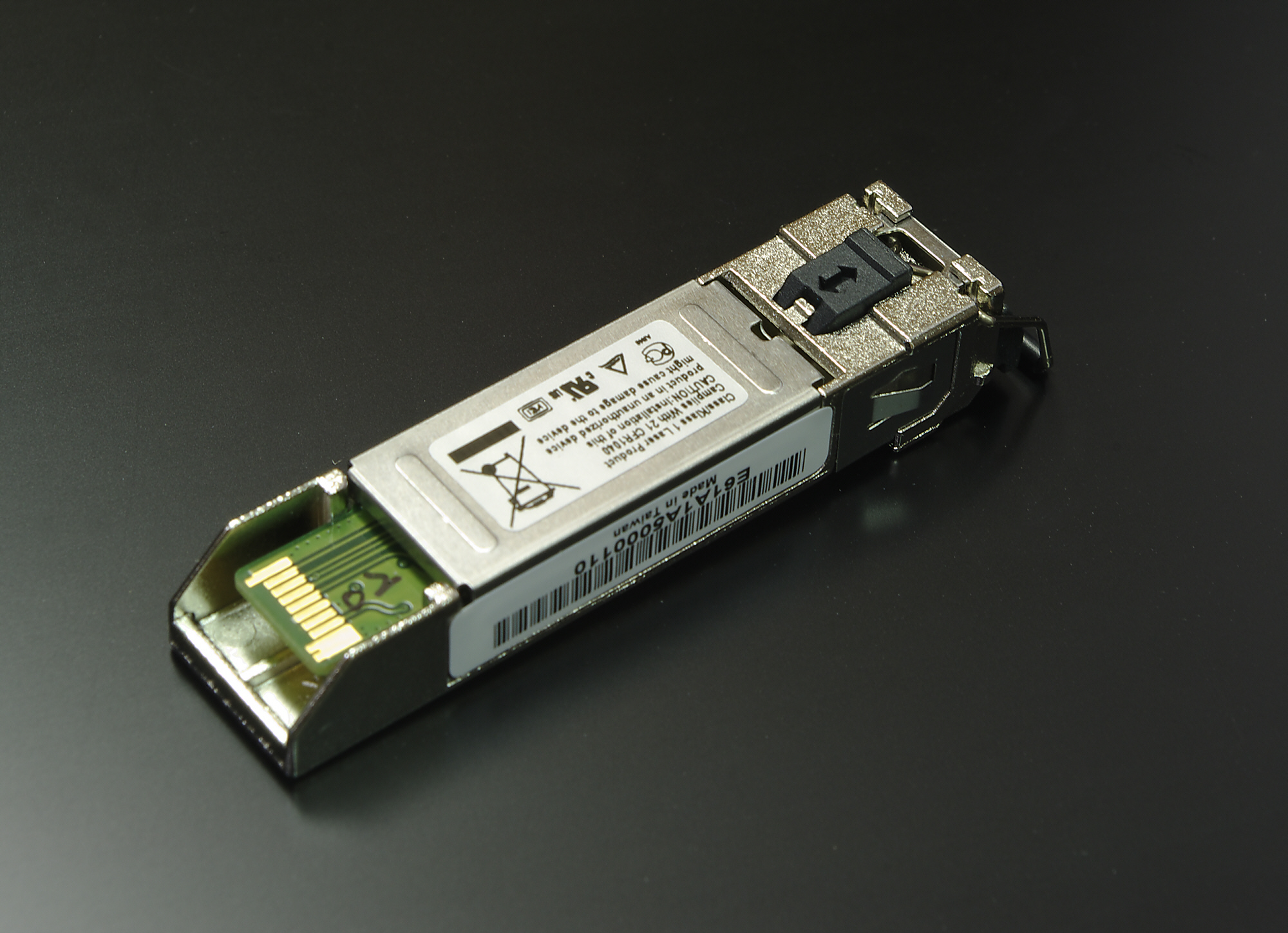
Mini GBIC

•   Les GBIC et Mini-GBIC (SFP) « compatibles » : Fabriqués et commercialisés par un autre fabricant mais compatibles avec le matériel du constructeur.

## Voir aussi

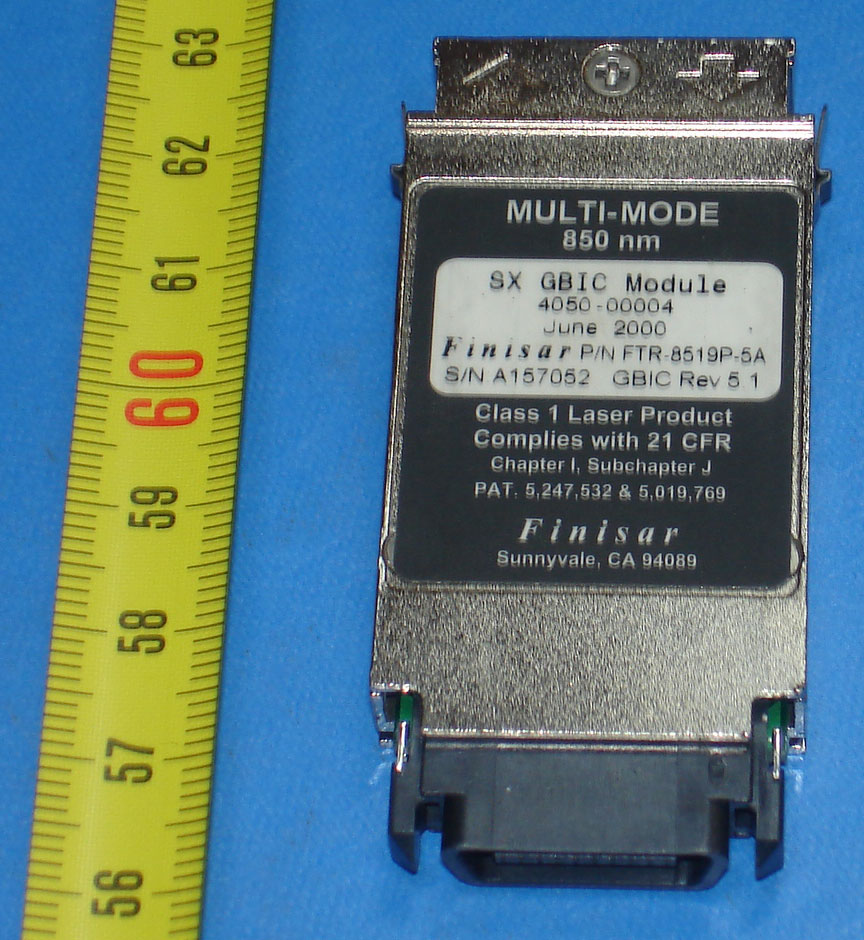
Un GBIC (ancien modèle)